# Gambusia
Gambusia es un género de peces dulceacuícolas de la familia de los pecílidos, en el orden de los ciprinodontiformes. La especie tipo es la gambusia cubana (Gambusia punctata). Contiene especies tanto amenazadas como invasoras.

## Especies
Se conocen 44 especies de este género, de las cuales dos están extintas (G. georgei y G. amistadensis):
- Gambusia affinis (Baird y Girard, 1853)
- Gambusia alvarezi (Hubbs y Springer, 1957)
- Gambusia amistadensis (Peden, 1973) †
- Gambusia atrora (Rosen y Bailey, 1963)
- Gambusia aurata (Miller y Minckley, 1970)
- Gambusia baracoana (Rivas, 1944)
- Gambusia beebei (Myers, 1935)
- Gambusia bucheri (Rivas, 1944)
- Gambusia clarkhubbsi (Garrett y Edwards, 2003)
- Gambusia dominicensis (Regan, 1913)
- Gambusia echeagarayi (Álvarez, 1952)
- Gambusia eurystoma (Miller, 1975)
- Gambusia gaigei (Hubbs, 1929)
- Gambusia geiseri (Hubbs y Hubbs, 1957)
- Gambusia georgei (Hubbs y Peden, 1969) †
- Gambusia heterochir (Hubbs, 1957)
- Gambusia hispaniolae (Fink, 1971)
- Gambusia holbrooki Girard, 1859
- Gambusia hurtadoi (Hubbs y Springer, 1957)
- Gambusia krumholzi Minckley, 1963
- Gambusia lemaitrei (Fowler, 1950)
- Gambusia longispinis (Minckley, 1962)
- Gambusia luma (Rosen y Bailey, 1963)
- Gambusia manni (Hubbs, 1927)
- Gambusia marshi (Minckley y Craddock, 1962)
- Gambusia melapleura (Gosse, 1851)
- Gambusia monticola (Rivas, 1971)
- Gambusia myersi (Ahl, 1925)
- Gambusia nicaraguensis (Günther, 1866)
- Gambusia nobilis (Baird y Girard, 1853)
- Gambusia panuco (Hubbs, 1926)
- Gambusia pseudopunctata (Rivas, 1969)
- Gambusia punctata (Poey, 1854)
- Gambusia puncticulata (Poey, 1854)
- Gambusia quadruncus Langerhans, 2012
- Gambusia regani (Hubbs, 1926)
- Gambusia rhizophorae (Rivas, 1969)
- Gambusia senilis (Girard, 1859)
- Gambusia sexradiata (Hubbs, 1936)
- Gambusia speciosa (Girard, 1859)
- Gambusia vittata (Hubbs, 1926)
- Gambusia wrayi (Regan, 1913)
- Gambusia xanthosoma (Greenfield, 1983)
- Gambusia yucatana (Regan, 1914)